# Herrentunnel
Herrentunnel – tunel drogowy w Niemczech, o długości 866 m, pod rzeką Trave. Jest częścią drogi krajowej B75, łączącej Lubekę z Travemünde. Jest to drugi płatny tunel w Niemczech i został otwarty 26 sierpnia 2005. 
Tunel powstał w miejscu istniejącego wcześniej mostu.